# Jardim Olinda
Jardim Olinda is een gemeente in de Braziliaanse deelstaat Paraná. De gemeente telt 1.494 inwoners (schatting 2009).

## Aangrenzende gemeenten
De gemeente grenst aan Itaguajé, Paranapoema, Mirante do Paranapanema (SP), Sandovalina (SP) en Teodoro Sampaio (SP).